# A volte esagero (singolo)
A volte esagero è un singolo di Gianluca Grignani, pubblicato il 26 settembre 2014. È il secondo estratto dall'omonimo album.

## Il singolo
Il singolo A volte esagero è stato pubblicato il 26 settembre 2014.

## Il video
Il video è stato pubblicato l'8 ottobre 2014 sul canale VEVO e su YouTube.